# FRIZZ Das Magazin
FRIZZ Das Magazin (ehemals FRITZ) ist ein Stadtmagazin-Verbund von 15 einzelnen Regionalausgaben, die Hälfte davon mit IVW-geprüfter Auflage von derzeit insgesamt ca. 320.000 Exemplaren. Die Hefte erscheinen monatlich und sind kostenlos.
Der redaktionelle Inhalt setzt sich aus einem auf die jeweilige Stadt bezogenem Magazin-Teil, Sonderthemen und einem Terminkalender für Party, Musik, Film, Kultur und Entertainment vor Ort zusammen.
Die Verteilung erfolgt zielgruppengerecht über den Einzelhandel, Gastronomie, Kinos, Musikclubs, Bühnen- und Theatereinrichtungen.